# Anna Tibaijuka

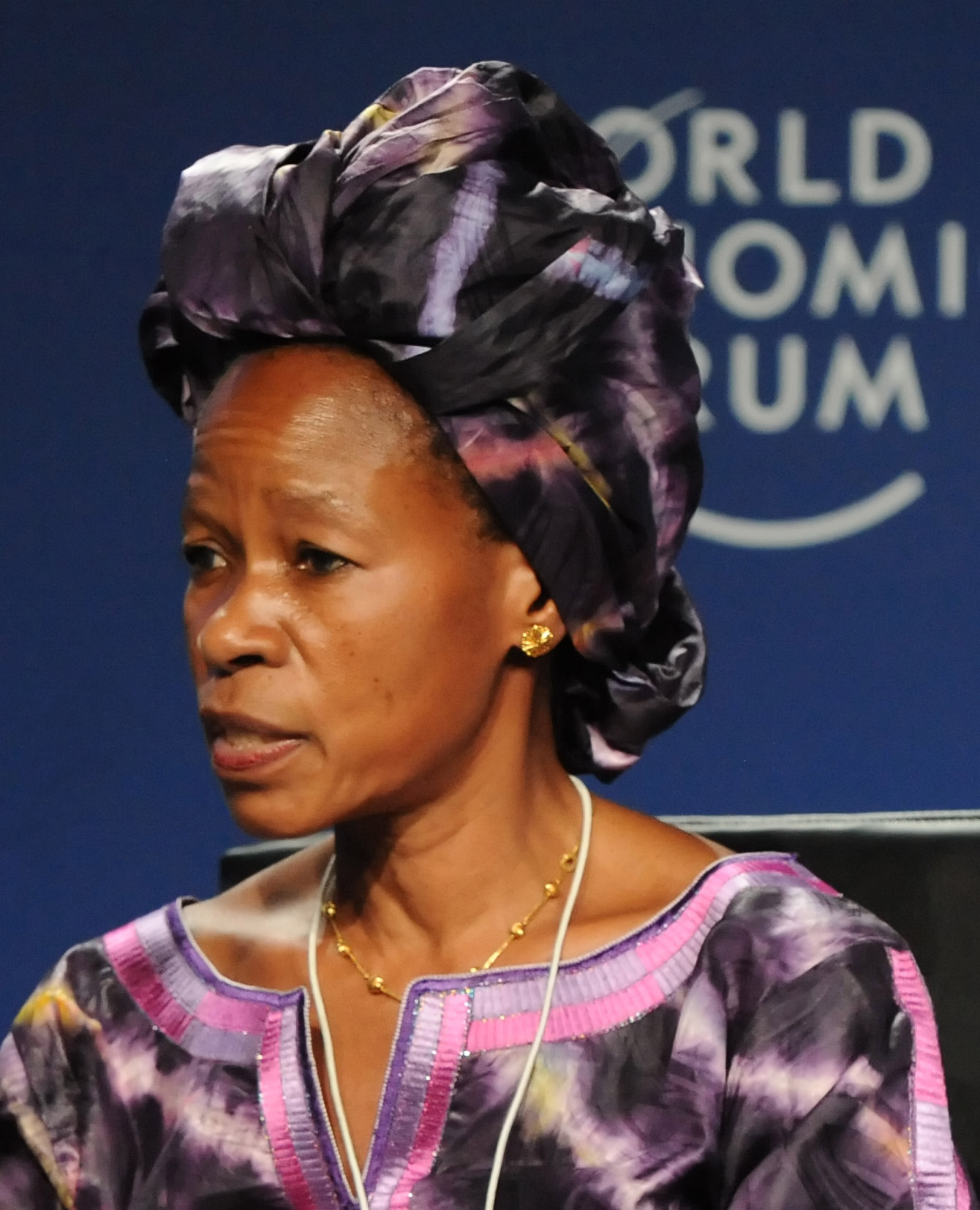
Anna Tibaijuka (2010)

Anna Kajumulo Tibaijuka (ur. w 1950 w Tanzanii) – profesor Uniwersytetu w Dar es Salaam. Prowadziła prace naukowe, badawcze oraz działalność dydaktyczną na Szwedzkim Uniwersytecie Rolniczym w Uppsali. Od 2000 uczestniczy w działaniach Organizacji Narodów Zjednoczonych, obecnie jako pierwsza dyrektorka wykonawcza programu UN-Habitat oraz zastępczyni Sekretarza Generalnego ONZ. Pełni tę funkcję już drugą kadencję.

## Życiorys
Anna Kajumulo Tibaijuka jest córką właściciela małego gospodarstwa rolnego, uprawiającego typowe produkty regionu – kawę i banany. Jej miejsce urodzenia wyznaczyło kierunek jej studiów. Zainteresowanie problemami rozwoju efektywnego rolnictwa w jej własnym kraju i szerzej – w tej części Afryki posiadającej podobne problemy demograficzne, ekonomiczne i społeczne, spowodowało, że za przedmiot studiów wybrała ekonomikę rolnictwa, najważniejszego działu gospodarki Tanzanii w tamtym okresie.
Studia rozpoczęła w 1972 na Uniwersytecie w Dar es Salam, gdzie była wyróżniającą się studentką. Już na pierwszym roku studiów uzyskała nagrodę kanclerza uniwersytetu dla najlepszego studenta ogrodnictwa na wydziale rolniczym. W następnym roku akademickim (1973/1974) zdobyła nagrodę dla najlepszego studenta spośród wszystkich studiujących ekonomikę rolnictwa na Wydziale Ekonomiki Produkcji. W ostatnim roku swoich studiów licencjackich została nagrodzona zarówno jako najlepszy student w dziedzinie rolnictwa w ogóle, jak i w dziedzinie upraw ziemnych.
W 1975 uzyskała tytuł licencjacki (BSc) w dziedzinie rolnictwa na Wydziale Ekonomiki Produkcji Uniwersytetu w Dar es Salaam. Jej ciężka praca i zaangażowanie, których przejawem były zdobyte nagrody, pozwoliły jej także na uzyskanie stypendium i kontynuowanie studiów, w obszarze wcześniejszych zainteresowań, na Szwedzkim Uniwersytecie Rolniczym w Uppsali, gdzie uzyskała stopień magistra nauk ekonomicznych. Również w Uppsali jej ponadprzeciętne zaangażowanie w pracę naukową i badawczą zostało zauważone. W tym okresie podjęła pierwsze prace badawcze i opublikowała swoje pierwsze ważne artykuły, w tym m.in. „Tanzania – studia nad sektorem rolniczym” czy „Rozwój obszarów wiejskich a motywacja – Studia porównawcze rozwoju wsi na południowych obszarach Tanzanii”.
W 1979 uzyskała tytuł magistra (MSc. Agriculture Economics), przedkładając pracę końcową (magisterską) pod tytułem: Strategie rozwojowe dla właścicieli małych gospodarstw rolnych w Zachodniej Części Regionu Jezior w Tanzanii. Od lutego 1980, po obronie pracy magisterskiej, jest nieprzerwanie zatrudniona na Uniwersytecie w Dar es Salam, na kolejnych stanowiskach, do profesora włącznie, które objęła w lipcu 1994.
Pozytywne efekty jej pracy i otrzymany stopień magistra umożliwiły jej uzyskanie stypendium Instytutu Szwedzkiego, które pozwoliło jej na kontynuowanie działalności naukowej i badawczej, w obszarze dotychczasowych zainteresowań, na studiach doktoranckich Szwedzkiego Uniwersytetu Rolniczego w Uppsali.
W trakcie intensywnej pracy na studiach doktoranckich, opublikowała kilka artykułów i opracowań, z których za najważniejszą należy uznać pracę zatytułowaną „Kenia – Studia nad sektorem rolniczym” przygotowana wspólnie z J. Lundgrenem i S. Larssonem.
W okresie studiów doktoranckich oraz podyplomowych w Berlinie Zachodnim, a także pracy w organizacjach międzynarodowych, oddelegowana lub urlopowana z uniwersytetu, pozostawała i pozostaje członkiem społeczności akademickiej Dar es Salam.
Po powrocie ze studiów w Szwecji i wznowiła pracę na Uniwersytecie w Dar es Salam, w Centrum Badań Ekonomicznych, jako koordynatorka wielu projektów badawczych, liderka zespołów badawczych czy okazjonalnie dyrektorka tego Centrum.
W 1984 przedstawiła i obroniła dysertację doktorską zatytułowaną: „Ekonomiczna analiza małoobszarowych gospodarstw producentów kawy i bananów w Regionie Kagera w Tanzanii: Przypadki upadku produktywności i strategie rewitalizacji.” Rozprawa została opublikowana przez Szwedzki Uniwersytet Rolniczy w Uppsali.
Po uzyskaniu stopnia naukowego doktora działalność naukowa i dydaktyczna Tibaijuki ewoluowała od zainteresowań ekonomiką rolnictwa i rozwoju obszarów wiejskich w stronę zagadnień bezpieczeństwa żywnościowego, zaopatrzenia w wodę, rozwoju obszarów zurbanizowanych, ekonomiki środowiska i zrównoważonego rozwoju. Świadczą o tym m.in. jej następujące prace:
- Znaczenie farm wielkoobszarowych w Tanzanii, Uppsala, 1984
- Przewidywane efekty liberalizacji handlu na rynku rolno-spożywczym w Tanzanii, Uniwersytet w Dar es Salam, 1987
- Metodologiczne rozważania nad wpływem rozwiązań socjalnych na politykę makroekonomiczną. Doświadczenia Tanzanii. Uniwersytet Ottawski, 1990
- Wpływ programów przemian strukturalnych na rolę i pozycję kobiet, Common Wealth Sekretariat, Londyn, 1991
- Kobiety a przemiany strukturalne w Afryce Saharyjskiej, Common Wealth Sekretariat, Harare, 1992
- Kobiety promujące „zielony biznes”. Potrzeba kreowania tradycji ochrony środowiska naturalnego, Uniwersytet w Dar es Salam, 1994
- Przykłady i procesy wykluczeń socjalnych w Tanzanii, Międzynarodowa Organizacja Pracy, Genewa, 1995
- Socjalne efekty programów strukturalnych, SIDA, Sztokholm, 1994
- AIDS i działania socjalne na obszarach wiejskich, Pergamon Press, 1997
- seria artykułów dotycząca trendów i problemów w edukacji, zaopatrzeniu w wodę i gospodarki ściekowej, wykorzystania energii przez gospodarstwa domowe, budownictwa mieszkaniowego, opieki nad kobietami i dziećmi, publikowanych przez Biuro Badań Ekonomicznych Uniwersytetu w Dar es Salam (numery 4-8).

Jej aktywna praca badawcza, dydaktyczna, publikacyjna i głębokie zaangażowanie w upowszechnianie wiedzy a zwłaszcza aktywne działania na rzecz równego traktowania kobiet w Afryce, walki z ubóstwem i zrównoważonego rozwoju, otworzyło jej drogę do działalności w strukturach Organizacji Narodów Zjednoczonych.

## Działalność międzynarodowa
W 1998 włączyła się w prace Konferencji Narodów Zjednoczonych ds. Handlu i Rozwoju jako Specjalna Koordynatorka do spraw krajów najsłabiej rozwiniętych, obszarów zamkniętych i krajów wyspiarskich. Była odpowiedzialna za budowanie ich zdolności negocjacyjnych w ich negocjacjach handlowych ze Światową Organizacją Handlu WTO i umiejętnie wspierała kraje najsłabiej rozwinięte w tych negacjach, a w konsekwencji w uzyskaniu przez nie odpowiedniego dla nich statusu w WTO. Dzięki swojemu zaangażowaniu i ciężkiej pracy, w której ujawniła swój pragmatyzm ekonomiczny i zdolności negocjacyjne zyskała zaufanie i poparcie tej grupy krajów.
W czerwcu 2000 została mianowana asystentką sekretarza generalnego ONZ i dyrektorką wykonawczą istniejącego od 1977 Centrum ONZ ds. Osiedli Ludzkich. Ogrom zadań stojący przed tą agendą ONZ, zlokalizowaną w Nairobi, spowodował, że pod jej wpływem kraje założycielskie Centrum wnioskowały do Zgromadzenia Ogólnego ONZ o nadanie Centrum UN-Habitat rangi programu ONZ.
Zgromadzenie Ogólne podjęło tę decyzję, co zwiększyło rangę problematyki osiedli ludzkich, a rezultacie możliwości wykonawcze Programu. Równocześnie kwestia zrównoważonego rozwoju osiedli ludzkich stała się jedną z najważniejszych zadań ONZ. Tibaijuka została wybrana pierwszą dyrektorką wykonawczą programu UN-Habitat i mianowana zastępczynią Sekretarza Generalnego ONZ. Pełni tę funkcję już drugą kadencję.
Program Organizacji Narodów Zjednoczonych ds. Osiedli Ludzkich, w skrócie UN-Habitat, jest dziś najbardziej znaczącą strukturą międzynarodową zajmującą się problematyką urbanizacji, rozwoju zrównoważonego miast, walką ze slumsami i ich negatywnymi następstwami społecznymi, promowaniem idei mieszkań dostępnych, zaopatrzenia wszystkich ludzi w wodę zdatną do picia itp. UN-Habitat publikuje wiele prac o charakterze badawczym i rozwojowym oraz upowszechnia wiedzę o postępującej urbanizacji globu, i jej różnorodnych następstwach. Coroczny raport UN-Habitat dotyczący zmian zachodzących w miastach świata na wszystkich kontynentach należy do najlepszych w tym zakresie na świecie.
Anna Kajumulo Tibaijuka, jako dyrektorka wykonawcza, kieruje przedsięwzięciami UN-Habitat, angażując się w ich realizację bardzo głęboko. Jednak za jej największe osiągnięcie ekonomiczno-organizacyjne należy uznać utworzenie w 2008 fundacji United Nations Habitat and Human Foundation Experimental Reimbursable Seeding Operations and Other Innovative Financial Mechanisms (ERSO).
Założenie tej fundacji jest wielkim sukcesem organizacyjnym, politycznym i ekonomicznym Anny K. Tibaijuki, ponieważ środki budżetu UN-Habitat (i podobnych organizacji międzynarodowych) przeznaczane na statutową działalność operacyjną powstają z dotacji dokonywanych przez kraje wysokorozwinięte. Środki te zagospodarowane przez UN-Habitat, są zwyczajowo przekazywane w formie dotacji bezzwrotnej, w postaci konkretnych zrealizowanych efektów rzeczowych najbardziej potrzebnym Kajom, regionom, czy osiedlom. Zasada bezzwrotności tych środków powoduje trudności w planowaniu działań UN-Habitat oraz uzależnia skalę jego aktywności od hojności donorów.
Prof. Anna Tibaijuka od dawna uważała, że część środków przeznaczanych na wsparcie krajów ubogich mogłaby mieć charakter zwrotny, tak aby można było wykorzystywać je wielokrotnie w aktywnej pracy kierowanej przez nią organizacji, z pożytkiem dla większej ilości krajów i osób. Podjęła próbę łączenia mechanizmów wsparcia z koniecznością dokonywania chociażby niepełnych opłat za dostarczane usługi, np. wodę pitną, mieszkania, dzięki czemu ludzie cenią to co otrzymują i sami racjonalizują zużycie.
ERSO dofinansowuje te spośród projektów rządów i organizacji społecznych, w wyniku których mają powstać konkretne przedsięwzięcia inwestycyjne służące społecznościom lokalnym. Wśród przygotowanych i rozpoczętych projektów znajdują się m.in. instalacje dostarczające wodę lub utylizujące ścieki, budowanie tzw. mieszkań dostępnych, wspieranie utworzenia organizacji pozarządowych, mających wspierać budownictwo socjalne, ideowo zbliżone do polskich Towarzystw Budownictwa Społecznego itd.
Tym samym udało się zrealizować zasadę, angażowania nawet biednych ludzi w rozwiązywanie ich problemów przy wsparciu pożyczkowego kapitału międzynarodowego zarządzanego przez UN-Habitat. Jak przystało na ekonomistkę nie tylko z wykształcenia, ale i z przekonania oraz zaangażowania Anna Tibaijuka zorganizowała profesjonalną obsługę tych projektów dbając o transparentność procedur i efektywną organizację pracy ERSO. Wielką zasługą Anny K. Tibaijuka jest wdrożenie tego projektu. Warto podkreślić, że nie przerwało to dotychczasowej działalności UN-Habitat, ale rozszerzyło zakres rzeczowy, skalę i stosowane metody pomocy rozwojowej krajom ubogim.

## Doktorat honoris causa w Szkole Głównej Handlowej w Warszawie
W dniu 18 kwietnia 2008 Anna Kajumulo Tibaijuka wygłosiła wykład publiczny w Szkole Głównej Handlowej w Warszawie poświęcony wyzwaniom jakie niesie urbanizacja współczesnemu światu i działaniom, które podejmuje UN-Habitat.
Zwróciła wówczas uwagę na ważny fakt, że „niedobór nigdy nie służy rozwojowi” i że obok dwóch powszechnie znanych megatrendów – globalizacji i rewolucji technologicznej, jest jeszcze jeden. To postępujący rozwój miast, które są efektywnym instrumentem w procesie rozwoju społeczno-gospodarczego kraju, przyciągając inwestycje i kreując bogactwo. Paradoksem jest jednak, mówiła A. Tibaijuka, że ośrodki miejskie stają się równocześnie siedliskiem pogłębiającej się biedy i nierówności społecznych. Co szósty mieszkaniec naszego globu jest w chwili obecnej pozbawiony dostępu do podstawowych usług, w tym dostępu do wody pitnej i sieci wodno-kanalizacyjnej, nie posiadając przy tym prawa własności do mieszkania, w którym żyje.
Anna Tibaijuka potwierdziła, że istnienie i rozwój slumsów jest częściowo powodowane również porażką polityki miejskiej i idei wolnego rynku. Rynek nie docenił rzeczywistego popytu na ziemię i znaczenia mieszkania udowadniając tym samym potrzebę interwencji państwa w tym obszarze. Dała ona też wyraz swoim osobistym przekonaniom, którym podporządkowane jest jej całe życie zawodowe. Powiedziała bowiem wówczas: „Dla mnie istnieje tylko jedna definicja postępu oparta na przekonaniu, że prawdziwy postęp powoduje zmiany na lepsze, przynosząc rzeczywiste korzyści jego beneficjentom, czyli kobietom, mężczyznom i dzieciom. Aby tak się stało, partycypacja społeczna w procesach podejmowania decyzji dotyczących otoczenia w którym żyjemy, powinna stać się bardziej powszechna. To właśnie uczestnictwo w tego typu procesach, również dotyczących życia codziennego, stanowi prawdziwą wartość demokracji. Od wielu lat ekonomiści twierdzą, że rozwój oparty na równości jest, niezależnie od ideologii, podstawowym elementem rozwoju zrównoważonego, przyczyniającym się do utrzymania pokoju.”
20 listopada 2009 – z inicjatywy dziekana Kolegium Nauk o Przedsiębiorstwie, na wniosek Rady Kolegium Nauk o Przedsiębiorstwie – rektor Szkoły Głównej Handlowej w Warszawie na uroczystym posiedzeniu Senatu SGH wręczył Annie Kajumulo Tibaijuce dyplom doktora honoris causa.
Promotorem w postępowaniu był prof. Marek Bryx, Kierownik Katedry Inwestycji i Nieruchomości, a recenzentami:
- prof. dr hab. Andrzej Kowalski, Kierownik Katedry Rozwoju Obszarów Wiejskich
- prof. dr hab. Marek Belka
- prof. Kjell Havnevik z Uniwersytetu w Uppsali[2].